# Aquila (hop)
Aquila (USDA 21222) is een hopvariëteit, gebruikt voor het brouwen van bier. Deze Amerikaanse hopvariëteit werd ontwikkeld door Dr. Robert R. Romanko in Parma, Idaho en op de markt gebracht in 1994. De variëteit is ontstaan na een open bestuiving van een zaailing van Brewer's Gold en is een “halfzuster” van Banner.
Deze hopvariëteit is een “aromahop”, bij het bierbrouwen voornamelijk gebruikt vanwege zijn aromatische eigenschappen.

## Kenmerken
- Alfazuur: 6,7 – 8,9%
- Bètazuur: 4,1 – 4,9%
- Eigenschappen: